# 1975年の台風
1975年の台風（1975ねんのたいふう、太平洋北西部で発生した熱帯低気圧）のデータ。台風の発生数は21個と平年に比べてかなり少なく、1951年の統計開始以降では当時2番目の少なさで、現在も4番目に少ない記録である。
なおこの年は、台風1号が1月に発生したにもかかわらず、その後約半年間は全く台風が発生しない時期が続き、7月後半になってようやく台風2号が発生した。気温・海水温の推移から見れば、季節的に1月は前年の延長上にあり、2月から新たな台風シーズンが始まると考えると、この年の台風2号は実質上、台風1号であったと言える。そのため、もしもこの年の1月に台風1号が発生せず、7月後半の台風2号が最初の台風となっていた場合、1998年（台風1号が最も遅い日時に発生した年）よりもさらに遅く台風1号が発生したことになり、1975年が統計史上最も台風1号の発生が遅い年となっていた。
また、11月の台風20号は、海上において中心気圧875hPaを記録するほどの稀に見る勢力に発達した。

## 台風の発生数
| 発生数が多い年 | 発生数が多い年                     | 発生数が多い年 | 発生数が少ない年 | 発生数が少ない年                                 | 発生数が少ない年 |
| 順位           | 年                                 | 発生数         | 順位             | 年                                               | 発生数           |
| -------------- | ---------------------------------- | -------------- | ---------------- | ------------------------------------------------ | ---------------- |
| 1              | 1967年                             | 39             | 1                | 2010年                                           | 14               |
| 2              | 1994年 1971年                      | 36             | 2                | 1998年                                           | 16               |
| 4              | 1966年                             | 35             | 3                | 2023年                                           | 17               |
| 5              | 1964年                             | 34             | 4                | 1969年                                           | 19               |
| 6              | 1989年 1974年 1965年               | 32             | 5                | 2011年 2003年 1977年 1975年 1973年 1954年 1951年 | 21               |
| 9              | 2013年 1992年 1988年 1972年 1958年 | 31             |                  |                                                  |                  |

## 月別の台風発生数
| 1月 | 2月 | 3月 | 4月 | 5月 | 6月 | 7月 | 8月 | 9月 | 10月 | 11月 | 12月 | 年間 |
| --- | --- | --- | --- | --- | --- | --- | --- | --- | ---- | ---- | ---- | ---- |
| 1   |     |     |     |     |     | 2   | 4   | 5   | 5    | 3    | 1    | 21   |

## 「台風」に分類されている熱帯低気圧

### 台風1号（ローラ）
197501・01W・オウリング

### 台風2号（メイミー）
197502・03W
前述の通り、この年は台風1号が1月に発生後、およそ半年間にわたり台風が全く発生しない時期が続き、7月後半になってようやく台風2号が発生した。気温・海水温の推移から見れば、季節的に1月は前年の延長上にあり、2月から新たな台風シーズンが始まると考えると、この台風は「実質上の台風1号」であったと言える。
台風1号が消滅してから台風2号が発生するまでの180日12時間は、台風が全く存在しない空白期間が続いていたが、この年の空白期間の長さは統計史上6位となり、しかも年を跨がない空白期間の長さは過去最長となった。

### 台風3号（ニーナ）
197503・04W・ベベン

### 台風4号（オーラ）
197504・06W・ディディン

### 台風5号（フィリス）
197505・07W・イタン

### 台風6号（リタ）
197506・08W

### 台風7号（スーザン）
197507・09W

### 台風8号（テス）
197508・10W

### 台風9号（ヴィオラ）
197509・11W・ジェニン

### 台風10号（ウィニー）
197510・12W

### 台風11号（アリス）
197511・13W・ヘルミン

### 台風12号（ベティ）
197512・14W・アイシン

### 台風13号（コラ）
197513・15W・ラディン
9月29日にカロリン諸島のヤップ島近海で発生した弱い熱帯低気圧は、北上しながら勢力を強め10月2日9時（JST）には沖ノ鳥島の南西海上で台風となった。台風はその後次第に発達しながら北上。5日16時40分に八丈島の北およそ20km付近を時速60kmの速さで東北東に進んだ。
台風の通過に伴って、八丈島では5日16時40分に最低気圧 947mb（hPa）、16時28分に観測史上1位となる最大瞬間風速67.8m/s（南の風）、17時0分に最大風速 35.5 m/s（西の風）を記録した。台風は小型で移動速度が速かったため、八丈島での暴風の継続時間は極めて短かく、平均風速20 m/s以上の強風が吹いたのは約1時間半であった。しかし、八丈島ではこの台風により、負傷者85人、家屋の損壊2,403棟（同島の住家の約8%にあたる285戸が全壊）、農業施設など産業への被害55億円以上という大きな被害がもたらされた。台風が八丈島付近を通過した5日の同島における総雨量は25.5mmと少なく、被害のほとんどが台風の暴風によるものであった。八丈島は1938年9月にも、台風によって死者1人、行方不明者12人、負傷者33人のほか、住家・非住家合わせて292戸が全壊するという大きな被害を受けているが、この台風による被害もそれに匹敵する大きなものとなった。

また、この台風の本土への接近により、八丈島の他にも、東京の南多摩、北多摩および区部の広範囲の地域に降雨による被害がもたらされた。台風が北上するに従い、当時関東地方を覆っていた寒冷前線が刺激されて降雨となり、町田市で最大時間雨量37mmが記録されたのを最高に、各地で大雨が降った。このため普通河川や公共溝渠が溢水し、浸水1,763棟の被害を蒙った。

### 台風14号（ドリス）
197514・16W

### 台風15号（エルシー）
197515・17W・マメン

### 台風16号（フロッシー）
197516・19W

### 台風17号（グレイス）
197517・20W・オニアン

### 台風18号（ヘレン）
197518・21W・ペパン

### 台風19号（アイダ）
197519・22W

### 台風20号（ジューン）
197520・23W・ロシン

中心気圧875hPaという記録的な勢力にまで発達したが、これは当時、台風としては1973年の台風15号とともに史上最も低い中心気圧の記録であった。しかし、4年後の1979年に台風20号が中心気圧870hPaを記録すると、この記録は更新された。
| 順位 | 名称                              | 国際名  | 中心気圧 (hPa) | 観測年月日     | 観測地点       |
| ---- | --------------------------------- | ------- | -------------- | -------------- | -------------- |
| 1    | 昭和54年台風第20号                | Tip     | 870            | 1979年10月12日 | 沖ノ鳥島南東   |
| 2    | 昭和48年台風第15号                | Nora    | 875            | 1973年10月6日  | フィリピン東方 |
| 2    | 昭和50年台風第20号                | June    | 875            | 1975年11月19日 | マリアナ近海   |
| 4    | 狩野川台風 （昭和33年台風第22号） | Ida     | 877            | 1958年9月24日  | 沖ノ鳥島付近   |
| 5    | 昭和41年台風第4号                 | Kit     | 880            | 1966年6月26日  | 南大東島南方   |
| 5    | 昭和53年台風第26号                | Rita    | 880            | 1978年10月25日 | フィリピン東方 |
| 5    | 昭和59年台風第22号                | Vanessa | 880            | 1984年10月26日 | フィリピン東方 |
| 8    | 昭和28年台風第7号                 | Nina    | 885            | 1953年8月13日  | フィリピン東方 |
| 8    | 昭和34年台風第9号                 | Joan    | 885            | 1959年8月29日  | 宮古島南方     |
| 8    | 昭和46年台風第35号                | Irma    | 885            | 1971年11月12日 | フィリピン東方 |
| 8    | 昭和58年台風第10号                | Forrest | 885            | 1983年9月23日  | 沖ノ鳥島南方   |
| 8    | 平成22年台風第13号                | Megi    | 885            | 2010年10月17日 | フィリピン東方 |

### 台風21号（25W）
197521

台風21号としては統計史上最も遅い日時に発生した。
| 順位 | 名称               | 国際名 | 発生日時            |
| ---- | ------------------ | ------ | ------------------- |
| 1    | 平成12年台風第23号 | Soulik | 2000年12月30日 9時  |
| 2    | 平成26年台風第23号 | Jangmi | 2014年12月28日 21時 |
| 3    | 昭和27年台風第27号 | Hester | 1952年12月28日 9時  |
| 4    | 平成13年台風第26号 | Vamei  | 2001年12月27日 9時  |
| 5    | 昭和50年台風第21号 | ‐      | 1975年12月26日 21時 |
| 6    | 昭和41年台風第35号 | Pamela | 1966年12月26日 9時  |
| 6    | 平成7年台風第23号  | Dan    | 1995年12月26日 9時  |
| 8    | 平成5年台風第28号  | Nell   | 1993年12月25日 9時  |
| 8    | 平成24年台風第25号 | Wukong | 2012年12月25日9時   |
| 10   | 昭和29年台風第23号 | ‐      | 1954年12月24日 15時 |